# Sporthal de Drait
Sporthal de Drait is een multifunctionele sporthal in de Friese gemeente Smallingerland in Nederland.
De sporthal ligt in de gelijknamige wijk de Drait in het zuidwesten van de hoofdplaats Drachten. Verschillende sportverenigingen maken gebruik van de sporthal waarmee de infrastructuur een belangrijke rol speelt in de wijk.
De sporthal is op 1 oktober 1977 geopend en in juli 2022 gesloopt. In september 2023 heropende Sporthal de Drait met een compleet nieuw gebouw waarbij ze gebruik maakte van materialen van de voormalige sporthal.